# 싱가포르 에어쇼

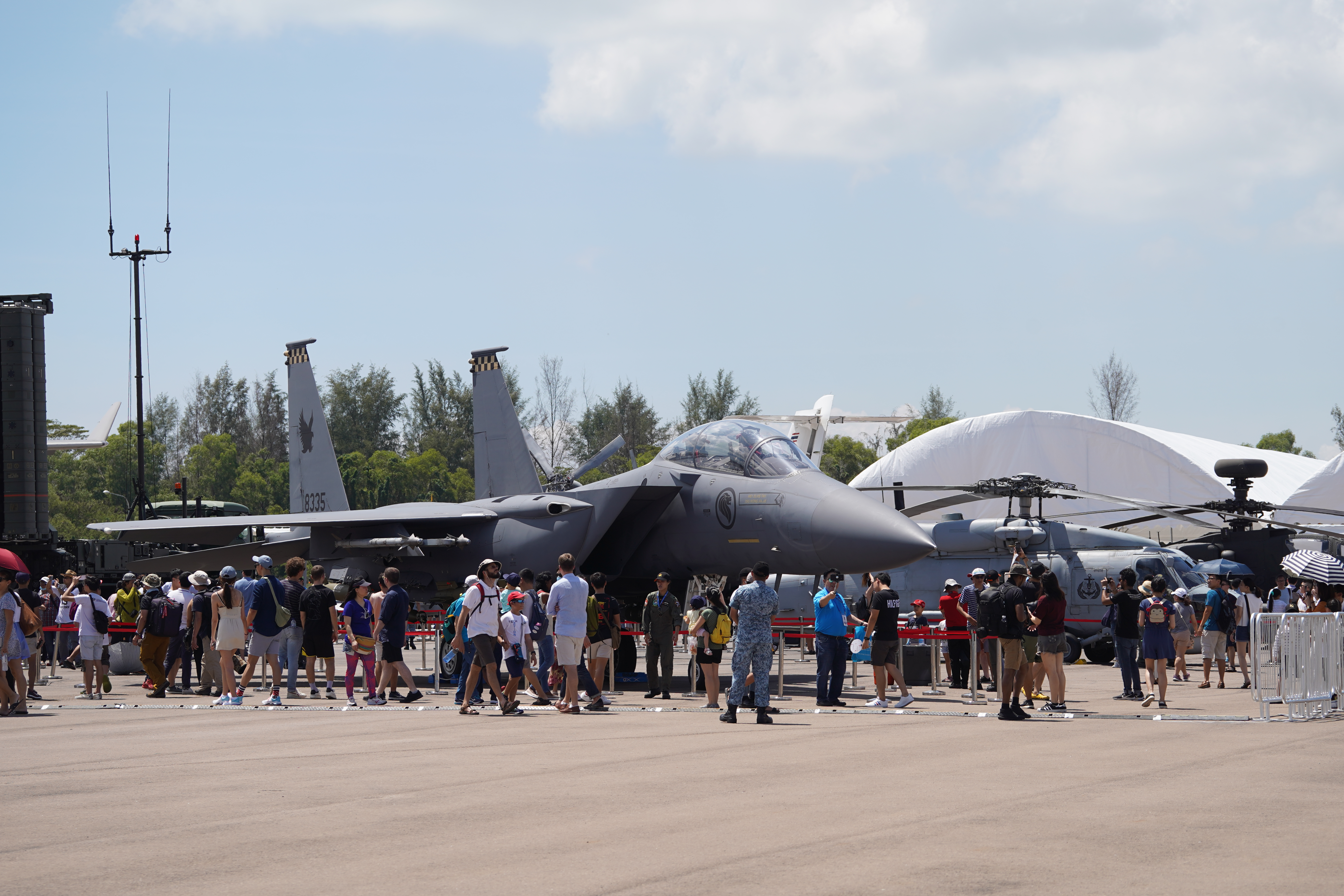
싱가포르 에어쇼 2020에 참가한 싱가포르 공군 F-15 SG

싱가포르 에어쇼(Singapore Airshow)는 2008년 처음 시작된 싱가포르에서 격년으로 개최되는 항공우주 행사이다. 전 세계 정부 및 군 고위 대표단은 물론 고위 기업 임원이 참석하는 동시에 선도적인 항공우주 기업과 신진 기업을 위한 글로벌 행사 역할을 하고 있다. 스타트업 포함)을 통해 국제 항공우주 및 방위산업 시장에 진출한다.

## 지위
이전에 창이 국제 에어쇼(Changi International Airshow)로 알려졌던 싱가포르 에어쇼는 싱가포르에서 아시아 항공우주국(Asian Aerospace)을 이전한 후 싱가포르 기관인 싱가포르 민간 항공국(Civil Aviation Authority of Singapore)과 국방 과학 기술국(Defense Science and Technology Agency) 간의 파트너십으로 시작되었다. 이 행사는 고위급 컨퍼런스, 포럼 및 공동 개최 행사를 통해 업계 사고 리더십을 위한 독특한 플랫폼을 제공한다. 업계 최고의 관계자, 정부 및 군 수장들이 이곳에 격년으로 모여 대화에 기여하고, 아이디어를 교환하며, 글로벌 항공우주 및 방위 부문의 이익을 증진하기 위한 솔루션과 전략을 모색한다.
이는 르 부르제(Le Bourget)와 판보로(Farnborough)에 이어 세계에서 세 번째로 큰 에어쇼이자 아시아 최대의 에어쇼로 꼽히지만, 두바이 에어쇼는 이에 대해 이의를 제기하고 있다.